# Kurt Rühlmann

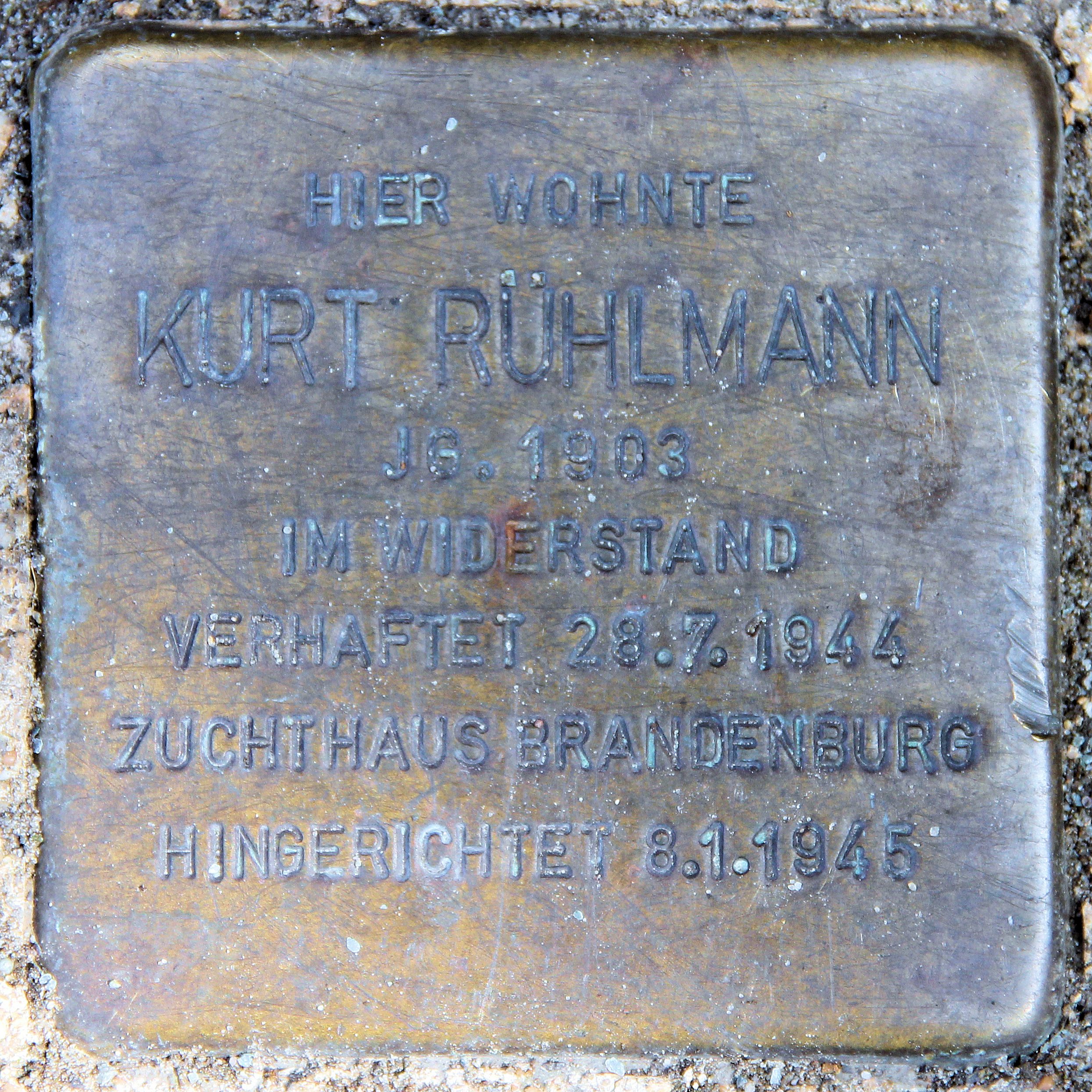
Stolperstein am Dirschelweg 16

Kurt Rühlmann (26. April 1903 in Beelitz – 8. Januar 1945 im Zuchthaus  Brandenburg-Görden) war ein deutscher Schlosser und Widerstandskämpfer gegen das NS-Regime. Er wurde von der NS-Justiz zum Tode verurteilt und durch das Fallbeil hingerichtet.

## Leben

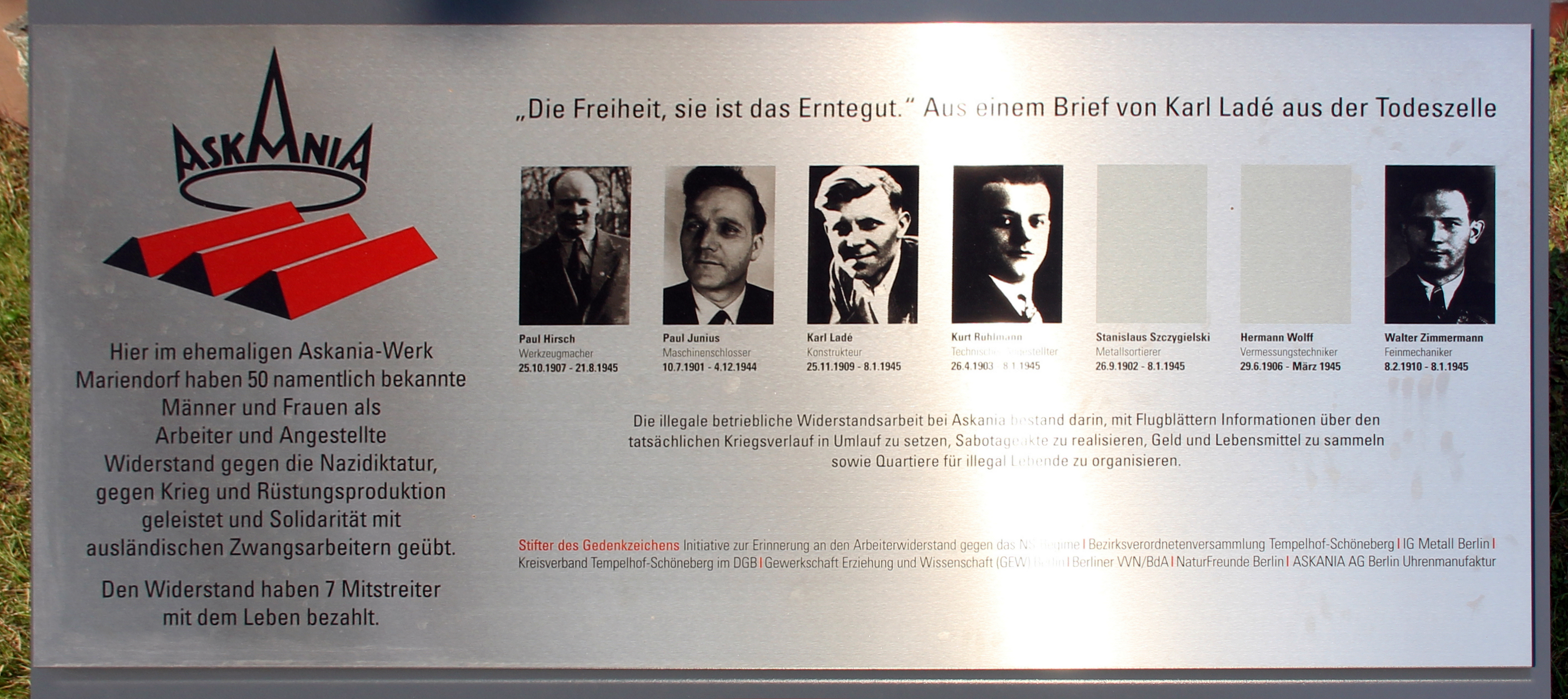
Gedenktafel für Paul Hirsch, Paul Junius, Karl Ladé, Kurt Rühlmann, Stanislaus Szczygielski, Hermann Wolff und Walter Zimmermann in der Großbeerenstraße 2 in Berlin-Mariendorf

Rühlmann war gelernter Schlosser. Ab 1936 arbeitete er in den Askania Werken in Berlin-Weißensee als Mechaniker, ab 1942 als Terminbearbeiter. Er wohnte in Mariendorf, Straße 14 (heute Freibergstraße) Nr. 16.
Er war Mitglied im Deutschen Metallarbeiter-Verband, der Internationalen Arbeiterhilfe und 1927/28 auch in der KPD, aus der er – weil er, wie auch sein Vater, der militanten DNVP-Vorfeldorganisation Stahlhelm angehörte – ausgeschlossen wurde.
Als Mitglied der Saefkow-Jacob-Bästlein-Organisation nahm Rühlmann an Beratungen über die Widerstandsarbeit gegen die Rüstungsproduktion in den Askania Werken teil und verbreitete Flugschriften. Die Gestapo verhaftete ihn im Juli 1944, der Volksgerichtshof verurteilte ihn gemeinsam mit Karl Ladé, Stanislaus Szczygielski und Walter Zimmermann am 29. oder 30. November 1944 zum Tod durch das Fallbeil. Das Urteil wurde am 8. Januar 1945 im Zuchthaus Brandenburg-Görden vollstreckt.

## Ehrungen
- In der Großbeerenstraße 2 in Berlin-Mariendorf befindet sich seit 2014 eine Gedenktafel für sechs durch die NS-Justiz ermordete Arbeiter und Angestellte der Askania-Werke, darunter auch Kurt Rühlmann.[7]
- Vor dem Haus Dirschelweg 16 in Berlin-Mariendorf befindet sich seit 17. November 2008 ein Stolperstein[8], der an den hingerichteten Widerstandskämpfer erinnert.